# Conrad von Rosen

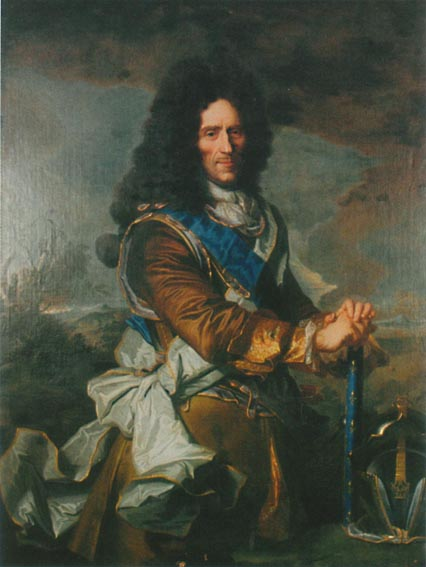
Conrad von Rosen als Marschall, Gemälde von Hyacinthe Rigaud (1705)

Conrad von Rosen auf Klein-Roop (* 29. September 1628 in Straupe im Livland; † 3. August 1715 in Bollweiler im Elsass), Graf von Bollweiler und Ettweiler, Ritter der königlichen Orden, war ein livländischer General in französischen Diensten, Marschall von Frankreich und von Irland.

## Leben
Conrad war das vierte von neun Kindern Fabians I. von Rosen (1590–1633) auf Klein-Roop und Raiskum (Livland) und der Sophie von Mengden auf Idsel und Maikendorf. Er trat 1644 in schwedische Kriegsdienste, musste das Land aber verlassen, nachdem er einen Offizier im Duell getötet hatte. Er ging nach Frankreich und trat 1651 – auf Veranlassung des französischen Generals Reinhold von Rosen (1605–1667), eines Verwandten – als Fähnrich in französische Kriegsdienste.
Rosen stieg zügig auf. Er wurde 1669 Colonel und 1674 für seine Verdienste in der Schlacht bei Seneffe zum Brigadier des armées du roi befördert. 1677 wurde er Maréchal de camp. Bei der  Belagerung von Cambrai wurde er verwundet. 1678 diente er unter dem Marschall Créqui in Deutschland. 1681 trat er zum katholischen Glauben über und wurde mit dem Grafentitel belohnt. 1682 kämpfte er unter dem Marquis de La Trousse im Piemont und wurde 1686 Oberbefehlshaber im Languedoc.
Im Jahre 1682 machte ihn Ludwig XIV. zum Lieutenant général und gab ihm das Kommando über das Hilfskontingent, das mit König Jakob II. von England nach Irland ging. König Jakob war von Rosens Tapferkeit so überzeugt, dass er ihn 1689 zum Marschall von Irland ernannte.
Nach der Niederlage am Boyne gegen Wilhelm von Oranien kehrte Rosen nach Frankreich zurück, wurde Mestre de camp général der Kavallerie und diente unter dem Dauphin in Deutschland. 1691 war er an der Belagerung von Mons beteiligt, kommandierte 1693 in der Schlacht bei Neerwinden  den rechten Flügel und war bei der Belagerung von Charleroi dabei. Im selben Jahr wurde er Kommandeur des Ordens vom Hl. Ludwig.
Am 20. Januar 1703 überreichte ihm König Ludwig den Marschallstab und erlaubte ihm, die Stelle des Mestre de camp general an den Marquis de Montperoux zu verkaufen, der ihm eine hohe Summe dafür zahlte. 1705 erhielt Rosen die königlichen Ritterorden (d.s. der Orden vom heiligen Michael und der Orden vom heiligen Geist) und hielt sich von da an meist auf seinem Schloss in Bollweiler im Elsass auf, wo er am 3. August 1715 im Alter von 87 Jahren starb. Er wurde dort in einer Kapelle, die er 1693 hatte erbauen lassen und mit einer prieuré simple versehen hatte, beigesetzt.

## Nachkommen
Conrad von Rosen von Klein-Roop war der Begründer der elsässischen Linie der Familie Rosen. Er trat seine livländischen Güter an seinen Bruder Otto († 1709) ab und übernahm die elsässischen Güter aus dem Erbteil seiner Frau Marie-Sophie de Rosen (1638–1686) von Groß-Roop, die Tochter Reinholds von Rosen auf Ninigal (Päri, Pärsti, Kreis Viljandi), die er 1650 geheiratet hatte. Marie-Sophie starb 1686 als Lutheranerin, nachdem sie zehn Kinder geboren hatte:
1. Reinhold Carl von Rosen (1666–1744), wurde ebenfalls Offizier und General
2. Georg Christoph, genannt chevalier de Rosen, konvertierte 1681 zum katholischen Glauben, gefallen 1693 in der Schlacht bei Neerwinden als französischer Hauptmann
3. Anna Johanna (frz.: Anne Jeanne[11]) (1662–1727), heiratete 1682 Nikolaus Friedrich Graf von Rothenburg (frz. Nicolas-Frédéric de Rothenbourg; 1646–1716) auf Masmünster; der gemeinsame Sohn war Konrad Alexander Comte de Rottembourg (frz. Conrad-Alexandre de Rothenbourg), (1684–1735)
4. Maria Sophia (1673–1740), heiratete 1684 Baron Meinrad von Planta von Wildenberg (gefallen in der Schlacht von Neerwinden am 29. Juli 1693). Von 1684 bis 1710 lebte sie auf Schloss Wildenstein.[12]
5. Louisa Maria, Klosterfrau in Nancy
6. Johanna Renata, Klosterfrau in Nancy
7. Catharina Magdalena, Klosterfrau in Nancy
8. 3 Söhne († in der Kindheit)